# Cabruy
Cabruy o San Martín de Cabrui (llamada oficialmente San Martiño de Cabrui) es una parroquia del municipio de Mesía, en la provincia de La Coruña, Galicia, España.

## Entidades de población
Entidades de población que forman parte de la parroquia:
- A Casanova
- A Fraga
- A Gándara
- A Iglesia (A Igrexa)
- As Cargas
- As Foucellas
- A Tarroeira
- A Tieira Grande
- A Tieira Pequena
- Mou
- O Abeneiral
- O Candal
- O Cruceiro
- O Pazo
- O Río
- O Vilar
- Picoi
- Santa Uxías
- Vilardevesa
- Vilarensal
- Vista Alegre
- Zacotes

## Despoblados
- A Tieira da Bauca (A Tieira da Baiuca)
- Raíña

## Demografía
| Gráfica de evolución demográfica de Cabruy entre 2000 y 2018 |
|                                                              |
| Población de derecho según el padrón municipal del INE       |